# Beata Krupska
Beata Krupska – polska pisarka współczesna dla dzieci i młodzieży, a także scenarzystka i autorka dialogów do seriali animowanych (Podróże do bajek, Sceny z życia smoków).

## Twórczość literacka
- Bajki (1989)
- Jadąc tramwajem na targ niewolników (1988)
- Opowieść o Agatce (1991; wznowienie w 1999 przez Prószyński i S-ka)
- Przygody Euzebiusza (1985 dla najmłodszych; wznowienie w 1998 przez Prószyński i S-ka)
- Sceny z życia smoków (1987 przez Wydawnictwa Radia i Telewizji, wznowienie w 1998 przez Prószyński i S-ka; w latach 1994–1997 nakręcono serial animowany na jej podstawie)